# 威廉·H·唐纳森
威廉·H·唐纳森（英語：William Henry Donaldson, 1931年6月2日—2024年6月12日）是一位美国企业家，特许金融分析师。

## 生平

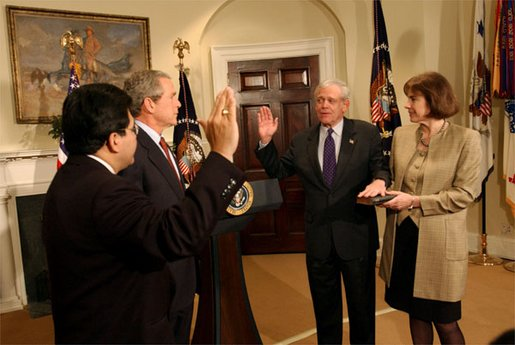
2003年宣誓就职美国证券交易委员会主席

1953年获得耶鲁大学学士学位，1958年获得哈佛商学院工商管理硕士学院。在耶鲁大学求学期间曾参与骷髅会。1953年至1955年曾加入美国海军陆战队，驻扎于日本和韩国。返回美国后加入一家银行经纪公司，后返回耶鲁大学成立耶鲁管理学院并担任首任院长。
1999年至2003年担任卡内基国际和平基金会会长。
2003年至2005年担任美国证券交易委员会主席。
2024年6月12日在美国纽约州去世，享年93岁。